# Garou
Garou, pseudonimo di Pierre Garand (Sherbrooke, 26 giugno 1972), è un cantante canadese.

## Biografia
Nativo del Québec, ha studiato all'università cattolica Séminaire de Sherbrooke. Conquista la fama in Francia, con la sua voce roca e graffiante, per l'interpretazione del personaggio di Quasimodo nella versione originale francese dello spettacolo Notre-Dame de Paris di Riccardo Cocciante e Luc Plamondon, per poi intraprendere la carriera di solista. Si cimenta dal vivo in molti duetti, in particolare con la sua connazionale Céline Dion con cui interpreta live I'm your angel, Tomber..fino ad incidere in studio il brano Sous le vent, che la Dion inserisce nel suo greatest hits On ne change pas.
Nel 2000 esce il suo primo album da solista 'Seul'; interamente in francese e composto da 14 canzoni, che comprendono il duetto con Céline Dion 'Sous le Vent'. 
La canzone 'Demande au Soleil' è stata dedicata da Garou ad una sua amica violentata ed uccisa.
Alla fine del tour nel 2001 Garou pubblica il suo primo cd live, registrazione del concerto tenutosi a Bercy.
Nel 2008 esce il suo primo album inglese Piece of my soul. Nel cd è compresa la canzone "First day of my life", che ai più potrebbe apparire come una cover della hit di Melanie C, invece è stata registrata in studio da Garou nel 2005. La Sony, non potendola includere in nessun suo album, alla fine ha deciso di farla portare al successo dalla cantante canadese. Inoltre, vi si trova una traccia dal titolo "Nothing Else Matters" che però non ha nulla a che fare con l'omonimo brano dei Metallica. Il 4 dicembre 2009, esce "Gentleman cambrioleur" contenente canzoni sia in francese sia in inglese. 
Il 29 novembre 2010 esce in Europa (e una decina di giorni dopo nel resto del mondo) il suo sesto album (di cui è anche supervisore di produzione) che si intitola "Version intégrale". L'album dovrebbe contenere canzoni di vario genere, ma tutte in lingua francese. Per quest'ultimo disco Garou, che oltre a cantare suona degli strumenti musicali, ha collaborato con altri artisti come Jacques Veneruso, Davide Esposito, Pascal Obispo, Mike Ibrahim, Pierre Jaconelli, Calogero, Florent Pagny, Benjamin Biolay e Johnny Hallyday. Il 22 ottobre 2010 è stato inviato in anteprima alle radio un singolo tratto dall'album: "J'avais besoin d'être là".
Il 24 settembre 2012 viene pubblicato il suo settimo album: "Rhythm and Blues". L'album, registrato a Londra, è composto da un totale di 12 canzoni (metà in inglese e metà in francese).
Nel novembre del 2013 esce il suo ottavo album interamente in francese: "Au milieu de ma vie". L'album contiene 11 canzoni fra le quali un duetto con la cantante francofona Charlotte Cardin. L'ultima traccia dell'album è una canzone dedicata a sua figlia Emelie.
Dal 2018 è presentatore della selezione nazionale francese per l'Eurovision Song Contest

### Vita privata
La sua famiglia paterna era originaria di Rouen, in Normandia (Francia). Ha una figlia di nome Emelie, nata nel luglio 2001.

## Discografia

### Album
- 2000: Seul (francese)
- 2001: Seul... avec vous (francese)
- 2003: Reviens (francese)
- 2006: Garou (francese)
- 2008: Piece of My Soul (inglese)
- 2009: Gentleman cambrioleur (7 canzoni in francese e 5 in inglese)
- 2010: Version intégrale (francese)
- 2012: Rhythm and Blues (6 canzoni in francese e 6 in inglese)
- 2013: Au milieu de ma vie (francese)
- 2014: It's Magic!
- 2019: Soul City
- 2022: Garou joue Dassin

### Singoli
- 2003: Seul    (V)
- 2004: Gitan    (V)
- 2004: Je n'attendais que vous (V)
- 2004: Sous le vent  (V)
- 2004: Que l'amour est violent
- 2004: Jusqu'à me perdre
- 2004: Le monde est stone (V)
- 2005: Reviens (Ou te caches-tu)   (V)
- 2005: L'aveu
- 2005: Et si on dormait  (V)
- 2006: Passe ta route   (V)
- 2006: Je Suis Le Même (in Québec) (V)
- 2006: L'injustice (in Francia) (V)
- 2007: La rivière de notre enfance (V)
- 2008: Stand up
- 2008: Accidental (primo singolo in Francia)
- 2008: Heaven's Table (secondo singolo in Canada)
- 2009: First day of my life
- 2009: New year's day
- 2010: Ma Nouvelle Vie

### Duetti
- 2000: Con Céline Dion: "Sous le vent"
- 2003: Con Annie e Suzie Villeneuve: "Le sucre et le sel"
- 2004: Con Michel Sardou: "La rivière de notre enfance"
- 2005: Con Marilou Bourdon: "Tu es comme ça"
- 2009: Con Lorie: "Aimer d'amour"
- 2013: Con Charlotte Cardin: Du vent, des mots